# Satz von Dold-Thom
Im mathematischen Gebiet der algebraischen Topologie berechnet der Satz von Dold-Thom die Homotopiegruppen symmetrischer Produkte. Die Realisierung der Homologiegruppen eines beliebigen CW-Komplexes als Homotopiegruppen erlaubt in verschiedenen Kontexten eine Berechnung von Homologie mittels homotopietheoretischer Methoden und es ermöglicht die Übertragung von Methoden der algebraischen Topologie in die algebraische Geometrie, etwa die von Wojewodski entwickelte Homotopietheorie algebraischer Varietäten und motivische Kohomologie.

## Satz von Dold-Thom
Sei {\displaystyle X} ein zusammenhängender CW-Komplex und {\displaystyle SP(X)} sein symmetrisches Produkt, d. h. der Kolimes der Quotienten von {\displaystyle X^{n}} unter der Wirkung der symmetrischen Gruppe {\displaystyle S_{n}}. Dann gilt
{\displaystyle \pi _{i}(SP(X))=H_{i}(X)}
für alle {\displaystyle i\geq 1}.